# Iwan Gaza
Iwan Iwanowicz Gaza (ros. Ива́н Ива́нович Газа́, ur. 5 stycznia?/17 stycznia 1894 w Petersburgu, zm. 5 października 1933 w Leningradzie) – radziecki wojskowy i działacz partyjny.

## Życiorys
Syn ślusarz w Zakładach Putiłowskich. Uczył się w szkole rzemieślniczej, od 1908 związany z ruchem rewolucyjnym, od 1909 pracował jako ślusarz w fabryce. W lutym 1916 aresztowany, skierowany do batalionu karnego, w kwietniu 1917 wstąpił do SDPRR(b), brał udział w organizowaniu oddziałów Czerwonej Gwardii w piotrogrodzkiej fabryce, od sierpnia 1917 członek Rady Piotrogrodzkiej, w listopadzie 1917 brał aktywny udział w przewrocie w Piotrogrodzie. W sierpniu 1918 wstąpił do Armii Czerwonej, od września 1918 do 1920 komisarz pociągu pancernego nr 6 im. Lenina, brał udział w wojnie domowej w Rosji. 1924-1925 komisarz sił zbrojnych Piotrogrodzkiego Okręgu Wojskowego, od 1925 funkcjonariusz partyjny w Leningradzie, 1928-1931 sekretarz rejonowego komitetu WKP(b) w Leningradzie, od 13 lipca 1930 członek Centralnej Komisji Kontrolnej WKP(b), jednocześnie od grudnia 1931 sekretarz Leningradzkiego Komitetu Miejskiego WKP(b). Pochowany na Polu Marsowym w Leningradzie.